# Поросо, Аугусто
Аугусто Поросо (полностью — Аугусто Хесус Поросо Кайседо; исп. Augusto Jesús Porozo Caicedo; род. 13 апреля 1974 в Гуаякиле) — эквадорский футболист, защитник, выступавший за различные эквадорские клубы.

## Клубная карьера
Большую часть своей футбольной карьеры Поросо провёл в эквадорском клубе «Эмелек».

## Международная карьера
Аугусто Поросо попал в состав сборной Эквадора на Чемпионате мира 2002 года. Во всех 3-х матчах сборной Эквадора на этом турнире Поросо выходил в стартовом составе и играл все 90 минут (против сборных Италии, Мексики и Хорватии. В матче с итальянцами Поросо получил жёлтую карточку.